# Relations entre le Brésil et la Colombie
Les relations entre le Brésil et la Colombie sont les relations diplomatiques entre la république fédérative du Brésil et la république de Colombie.
Le Brésil a une ambassade à Bogota et la Colombie a une ambassade à Brasilia.